# Commodity Futures Trading Commission
Pour les articles homonymes, voir CFTC.
La Commodity Futures Trading Commission (CFTC), fondée en 1975, est une agence fédérale indépendante américaine chargée de la régulation des bourses de commerce, où se traitent les matières premières. Elle est dirigée par Christopher Giancarlo, et son siège est à Washington.

## Histoire
En 1998, la « troïka », Alan Greenspan, Robert Rubin et Lawrence Summers, convainc la CFTC d'abandonner toutes les barrières qui « entravaient » le marché des dérivés de crédits vendus de gré à gré.
En novembre 2014, après une enquête de la Financial Conduct Authority (Royaume-Uni), de la Finma (Suisse), de la Commodity Futures Trading Commission (États-Unis) et de l'Office of the Comptroller of the Currency (États-Unis), Bank of America, Citigroup, HSBC, JPMorgan Chase, Royal Bank of Scotland et UBS paient une amende de 4,2 milliards de dollars dans le cadre d'ententes pour manipuler le cours du Libor, un indice de taux de change.
En 2020, l’entreprise de négoce de pétrole Vitol a accepté de payer 29 millions de dollars à la Commodity Futures Trading Commission pour régler des affaires de corruption,.